# سيرجي بيتوف
سيرجي بيتوف مواليد 15 أكتوبر 1987 في غوميل، هو لاعب كرة مضرب بيلاروسي يلعب باليد اليمنى ويحتل حالياً المرتبة رقم. 610 (1 فبراير 2016) في تصنيف رابطة محترفي كرة المضرب. أعلى تصنيف له في الفردي كان المركز الـ 340 في سنة 2011.

## روابط خارجية
- سيرجي بيتوف على موقع رابطة محترفي التنس (الإنجليزية)
- سيرجي بيتوف على موقع الاتحاد الدولي لكرة المضرب (الإنجليزية)
- سيرجي بيتوف على موقع كأس ديفيز (الإنجليزية)
- سيرجي بيتوف على موقع خلاصة التنس.كوم (الإنجليزية)
- سيرجي بيتوف على موقع إي إس بي إن.كوم (الإنجليزية)